# Automeris moloneyi
Automeris moloneyi är en fjärilsart som beskrevs av Druce 1897. Automeris moloneyi ingår i släktet Automeris och familjen påfågelsspinnare. Inga underarter finns listade i Catalogue of Life.